# Hapkido
Le hapkido (합기도 en hangeul, 合氣道 en hanja) est un art martial coréen qui fonde sa pratique sur une connaissance métabolique poussée du corps humain permettant une appréhension autant physique que psychologique et énergétique du  combat. Il correspond à l'étude de l'ensemble des techniques et connaissances en matière de contrôle sur les articulations du corps, notamment l'action conjuguée sur les tendons, les muscles, les techniques d'étranglement respiratoire et sanguin ainsi que les frappes directes sur les points vitaux du corps. Ce système crée une formation à l'autodéfense complète comprenant clés articulaires, projections, immobilisations, coups de pied et frappes des membres supérieurs. Il comporte également des techniques d'armes traditionnelles parmi lesquelles le couteau, la corde, le bâton court, le bâton long, le sabre et la canne (dans certaines écoles, on pratique également les armes de lancer comme le couteau, le kunai, le shuriken et la fronde, ainsi que des techniques d'éventail ou de nunchaku). Il puise sa philosophie et son éthique dans le taoïsme, le bouddhisme et le confucianisme.
Le hapkido comporte des techniques adaptées à toutes les distances de combat, mêlant harmonieusement les frappes des pieds et des poings à longue et moyenne distance, et les points de pression, clés et projections à courte distance. Le hapkido se base sur des mouvements tantôt circulaires, tantôt rectilignes, sur la redirection de la force et sur le contrôle de l'adversaire. Les pratiquants cherchent à obtenir l'avantage en préférant un bon positionnement du corps de manière à bénéficier de l'effet de levier, plutôt que l'utilisation de la force brute.
Cet art martial est une adaptation post-Seconde Guerre mondiale du Daitōryū aikijūjutsu, importé du Japon en Corée par Choi Yong-sul après 30 ans d'étude au dojo de la famille Takeda. Il a ensuite été combiné aux techniques de frappes et de coups de pied des arts martiaux traditionnels coréens comme le taekkyon, ainsi que les techniques de combat au sol du judo. Son histoire est intimement mêlée à celle du Japon et de la Corée au XXe siècle,,,.
Bien que les noms hapkido et aïkido soient très proches (au point qu'ils s'écrivent avec les mêmes caractères chinois 合氣道) et que ces arts martiaux partagent le Daitōryū aikijūjutsu comme ancêtre commun, ils n'en restent pas moins deux disciplines très différentes l'une de l'autre. Ils diffèrent notamment par leurs philosophies (culture sino-coréenne contre religion japonaise pure), leurs objectifs (annihilation de la menace contre non-violence)  et leurs techniques (le hapkido étant souvent considéré comme plus violent). Néanmoins, la similitude entre les noms s'est révélée problématique dans la promotion du hapkido en tant qu'art martial à part entière avec ses propres techniques, spécificités et caractéristiques différentes de celles de l'aïkido.

## Les trois principes de base
La fluidité (Yu) : Savoir s'adapter aux différents adversaires de manière changeante et fluide et ne pas être rigide.
Le cercle (Won) : Absorber la force de l'adversaire pour mieux pouvoir le diriger là où on le désire, savoir ne pas opposer la force contre la force mais utiliser la force de son adversaire et la joindre à la nôtre pour une meilleure efficacité.
L'harmonie (Hwa) : Entrer en complète harmonie avec son opposant afin de mieux déceler ses intentions pour pouvoir lire en lui et anticiper ses éventuelles attaques.
Selon le concept asiatique, toutes entités vivantes sont énergies vibrantes et coexistantes sur des plans similaires ou différents. Étudier et comprendre ces énergies, les harmoniser afin de pouvoir les utiliser pour réaliser un équilibre physique, mental et spirituel entre l'homme et le cosmos, voilà le véritable esprit du hapkido.

## Les techniques
Parce que le hapkido se veut aussi large que possible, il cherche à éviter les spécialisations étroites qui l’enfermeraient dans un type de techniques ou un style de combat particulier. C’est pourquoi il comporte une large sélection de frappes, de clés articulaires, de projections et de techniques d’immobilisation. Certains styles comportent aussi des techniques de combat au sol, mais ils enseignent des techniques de dégagement permettant la reprise du combat debout ou bien des frappes et  des contrôles permettant d’achever un adversaire au sol, plutôt que de longs enchaînements de techniques de luttes ou de soumission.
Le terme coréen pour « technique » est « sool » (Hangul: 술; hanja: 術; RR: sul). Comme la terminologie varie selon les écoles, certaines désignent ce qui touche à la défense sous le nom de « soolgi » (술기; se traduisant grossièrement par "faire de la technique") tandis que d’autres lui préféreront le terme « hoshinsool » (Hangul: 호신술; hanja: 護身術; RR: hosinsul; qui se traduit par "autodéfense").
Dans le hapkido proprement dit, on utilisera des séries de déplacements alliés à des coups de pied et des frappes pour réduire la distance séparant de l’adversaire. On pourra alors immédiatement prendre contrôle de l’équilibre de ce dernier (typiquement en manipulant la tête ou la nuque) pour le mettre au sol, ou bien, selon la situation, isoler un poignet ou un bras que l’on tordra pour mieux le projeter ; Le hapkido constituant un système très complet, il existe une myriade de techniques possibles pour soumettre et mettre hors d’état de nuire l’adversaire, une fois ce dernier déséquilibré.
Le hapkido utilise les points de pression, connus en coréen sous le nom de « hyeol » (Hangul : 혈; hanja : 穴), et qui sont aussi utilisés en Asie dans certaines pratiques médicales, telles que l’acupuncture. Ces points de pression sont vulnérables aux coups, qui provoquent des évanouissements, et aux manipulations, qui provoquent une douleur facilitant le déséquilibre de l’adversaire avant une projection ou une clé articulaire.
À la notion de « sport de combat », le hapkido préfère celle d’ « auto-défense », et ajoute à ce titre l’usage des armes, parmi lesquelles des objets du quotidien détournés en armes de fortune, aux techniques de combat à main nue. Certaines écoles enseignent aussi  des hyeong (Hangul : 형 ; hanja : 形), équivalents coréens de ce que l’on appelle « kata » dans les arts martiaux japonais.

### Les coups de pied
C’est sa grande variété de coups de pied qui donne au hapkido son caractère typiquement coréen. Les coups de pied du taekwondo sont similaires à de nombreux coups de pied présents en hapkido, même si, encore une fois, ce dernier insiste davantage sur la notion de mouvement circulaire. De plus, et contrairement à la plupart des styles modernes de taekwondo, le hapkido possède une large gamme de coups de pied bas (portés en dessous de la taille), de mouvements de crochet et de balayages, parmi lesquels le plus typique est encore le coup de pied circulaire bas (balayage du talon).
La méthode de frappe du hapkido met l’accent sur le poids plutôt que sur le désengagement rapide de la jambe qui frappe. Traditionnellement, les coups de pied du Yu Kwon Sool (hangul : 유권술 ; hanja : 柔拳術 ; RR : yugwonsul) de Choi Yong-sool ne portaient qu’en dessous de la ceinture, mais la plupart des écoles de hapkido qui en ont dérivé ont incorporé à leur style des coups de pied hauts et des coups de pied sautés, probablement sous l’influence d’autres arts martiaux coréens. À un niveau très élevé, les élèves se voient enseignés les « blade-kicks » (« coups de pied tranchants »), qui permettent d’atteindre les différents points de pression du corps de l’adversaire à l’aide de balayages du tranchant interne ou externe du pied.
Ji Han-jae et Kim Moo-hong comptent parmi les premiers innovateurs en la matière, l’un comme l’autre ayant d’ailleurs été amenés dans leur vie à découvrir cet art du coup de pied considéré comme typiquement coréen qu'est le taekkyon, qu’ils combinèrent aux concepts de frappe du Yu Sool que leur avait enseignés Choi. Au cours de l’année 1961, ils passèrent huit mois à s’entraîner ensemble pour finaliser leur programme de coups de pied, qui allait être utilisée par la Korea Hapkido Association durant de nombreuses années.
On remarque aussi d’autres influences sur les techniques de coups de pied enseignées par certains des grands instructeurs de Hapkido. Kwon Tae-man (권태만) étudia d’abord sous la direction de Ji Han-jae, avant de d’émigrer aux États-Unis, en Caroline du Sud. Han Bong-soo étudia le Gwonbeop (hangul : 권법 ; hanja : 拳法) et le Shūdōkan karate (윤병인) de Yoon Byung-in, dont les élèves eurent une réelle influence sur certains styles de Kong Soo Do et de taekwondo qui devaient émerger un peu plus tard, et en particulier sur le Chang Moo Kwan et le Jidokwan. Tout comme Kim Moo-hong, il s’essaya aussi brièvement au taekwondo, sous la direction de Lee Bok-yong (이복용).
Beaucoup d’autres instructeurs, comme Myung Kwang-sik (명광식), Jeong Kee-tae (정기태), Lim Hyun-soo (임현수), et bien d’autres encore, se formèrent au Tang Soo Do et au Kong Soo Do, au Shotokan et au Shūdōkan karate, qui précédèrent et influencèrent le développement du Tae Soo Do et, plus tard, de certains styles modernes du taekwondo.
D’après Kim Sang-cook, même si les arts martiaux coréens de l’époque furent nombreux à influencer les premiers élèves du Yu Kwon Sool, aucun n’eut autant d’importance dans la transition de cette forme basée sur le Jujutsu vers ce que nous connaissons aujourd’hui comme le hapkido moderne, que le chung do kwan.
On retrouve les séries de coups de pied doublés, qui ont pour vocation de développer l’équilibre, la coordination et le contrôle musculaire, dans la plupart des styles du hapkido.
Exemple de série de coups de pied doublés :
- coup de pied frontal – coup de pied latéral ;
- coup de pied frontal – coup de pied arrière (« coup de pied retourné circulaire ») ;
- coup de pied frontal – coup de pied circulaire ;
- coup de talon/ crochet frontal – coup de pied circulaire ;
- coup de pied latéral bas inversé – coup de pied latéral vers le haut ;
- coup de pied en croissant vers l’intérieur – coup de pied en croissant vers l’extérieur (ou coup de talon vers le bas / « marteau », pour les deux) ;
- coup de pied en croissant vers l’intérieur – coup de pied latéral (ou « marteau » vers l’intérieur – coup de pied latéral) ;
- « marteau » vers l’extérieur – coup de pied circulaire ;
- fauchage de la cheville – coup de pied de côté ;
- cover kick – coup de pied frontal ;
- crochet du talon dans la cuisse vers l’intérieur – coup de pied frontal ;
- spinning kick (talon) haut – spinning kick (talon) bas ;
- frappe du tranchant interne – frappe du tranchant externe ;
- « marteau » vers l’extérieur – coup de pied circulaire.

Une fois ces coups de pied maîtrisés en utilisant deux fois la même jambe, l’élève passe aux versions sautées, en alternant la jambe qui frappe.
Kim Chong-sung (김종성), fondateur du jang mu won hapkido et l’un des plus vieux instructeurs de hapkido encore en activité, assure que ces méthodes nous viennent du taekkyeon, l’art traditionnel coréen du coup de pied. D’autres pensent[Qui ?] que ces coups de pied ressemblent plutôt au kong soo do et au tang soo do, qui naquirent d’une adaptation des techniques du karaté japonais.

### Les frappes de la main
À l’instar de la majorité des arts martiaux, le hapkido utilise un grand nombre de coups de poing, de frappes de la main et du coude. La frappe dite « live hand », qui concentre l’énergie au niveau du baek hwa hyul de la main pour produire des frappes d’énergie et des frappes internes est un exemple de frappe particulièrement typique du hapkido. Les frappes de la main sont utilisées le plus souvent pour affaiblir l’adversaire avant une clé articulaire ou une projection. Alternativement, elles peuvent être utilisées pour achever un adversaire.
Les frappes du hapkido ne se résument cependant pas aux coups de poing et aux frappes main ouverte (sauf en compétition) ; ainsi on ne néglige pas l’importance des coups portés à la gorge ou aux yeux avec les ongles des mains, et tirer sur les parties génitales de l’adversaire fait aussi partie intégrante de l’entrainement conventionnel.  
Afin de se souvenir plus aisément des frappes dans des situations de stress important, on apprend aux élèves novices des schémas de blocages et de contre-attaque conventionnels et efficace appelées makko chigi (막고 치기), et qui deviennent plus complexes au fur et à mesure que l’élève se familiarise avec elles.

### Les techniques de clés articulaires
On pense que la plupart des contrôles articulaires du hapkido sont largement empruntées au Daitō-ryū Aiki-jūjutsu. Elles sont enseignées de la même façon que les techniques de l’aïkido, mais en général les cercles sont plus petits et les techniques sont appliquées de façon plus linéaire. Les clés du hapkido visent aussi bien les grosses articulations (coudes, épaules, cou, dos, genou, hanche) que les plus petites (poignets, doigts, chevilles, orteils, mâchoire).
Dans la plupart des cas, la technique consiste à exercer une pression dans le sens naturel de l’articulation, mais en la forçant à aller plus loin qu’elle le fait normalement, ou bien de forcer l’articulation dans un sens contraire à celui qui lui est propre. Ces techniques peuvent s’utiliser pour soumettre l’adversaire par la douleur, pour le forcer à se déplacer (très utilisé par les forces de l’ordre), pour préparer une projection –gentille ou méchante, ou encore pour déboiter ou casser une articulation. Le hapkido se distingue de certains styles d’Aïkido nés dans l’après-guerre par l’importance qu’il accorde aux nombreuses techniques allant contre le sens naturel des articulations, et qui furent condamnées par certains, en raison de leur peu de compatibilité avec la philosophie plus pacifique de l’Aïkido.

#### Les clés de  poignets
Le hapkido est célèbre pour sa variété dans les clés de poignets. Il est généralement admis que ces techniques nous viennent du Daitō-ryū Aiki-jūjutsu, bien que leur exécution ne soit pas toujours identique à celle qu’enseignait cet ancêtre martial. Cela dit, beaucoup de techniques que l’on rencontre en hapkido sont relativement similaires à celles du Daito-ryu et de l’aïkido, qui en descend. La clé de poignet en supination, la clé de poignet en pronation, la clé de poignet par rotation vers l’intérieur, ainsi que l’utilisation des points de pression du poignet sont autant de bons exemples de cette filiation. On les retrouve en effet dans de nombreuses formes de jujutsu japonais, dans le chin na chinois, et même au catch.

#### Les clés de coude
Si le hapkido est surtout connu pour ses clés de poignet, il possède néanmoins une collection tout aussi variée de clés nécessitant la manipulation de l’articulation du coude (voir clés de bras). La première technique d’auto-défense typiquement enseignée par beaucoup d’écoles est d’ailleurs la clé de coude vers le bas avec le tranchant de la main. Cette technique viendrait du mouvement de Daitō-ryū appelé ippondori, qui l’enseignerait pour désarmer un ennemi maniant un sabre et lui briser l’articulation du coude. En Hapkido elle est généralement enseignée à partir d’une situation de défense face à un adversaire attrapant le poignet. La « victime » se libère grâce à un large mouvement circulaire des mains, avant de placer le poignet de son adversaire en pronation,  ce qui lui permet d’exercer, à l’aide son avant-bras, une pression descendante sur le coude de l’attaquant. Il peut alors le mettre au sol et l’immobiliser à l’aide d’une clé de coude réalisée de la main ou même du genou. Au Daito-ryu comme en aïkido, on préfèrera exercer cette pression sur le coude avec la main, plutôt qu’avec l’avant-bras (« hand blade », Hangul : 수도; hanja : 手刀), utilisé alors à la manière du hapkido dans un mouvement « traversant » au milieu de l’articulation.

### Les techniques de projection
En plus des projections réalisées grâce au déséquilibrage de l’adversaire par torsion d’un membre, le hapkido possède des techniques de projection pure, qui ne nécessitent aucune clé pour être efficace. On peut rencontrer certaines de ces techniques au Daito-ryu, mais une grande partie d’entre elles est surtout commune au Judo (qui se prononce « yudo 유도 » en coréen). Beaucoup des premiers hapkidoins, parmi lesquels le premier élève de Choi Yong-sool, Seo Bok-seob, possédaient d’ailleurs une solide connaissance du judo.
C’est avec la colonisation japonaise, dans les premières années du XXe siècle, que les techniques du judo s’exportèrent en Corée. Le judo/yudo comprend des projections et des clés, ainsi que différentes techniques d’étranglement, d’immobilisation et de lutte permettant le contrôle d’un adversaire au sol. Il est communément admis qu’elles furent introduites au programme du hapkido en raison du grand nombre de judokas vivant alors en Corée, et donc de la prévalence de ces techniques dans les combats de l’époque. Toute une partie du programme du hapkido est en effet consacrée à la défense contre les techniques issues du judo.
Ces dernières ne furent cependant pas incorporées telles quelles et subirent quelques modifications visant à les rendre plus conforme à l’optique d’auto-défense sur laquelle se base le hapkido. Par exemple, beaucoup des projections « style Judo » du hapkido rompent avec l’idée d’agripper la tenue traditionnelle qui peut jouer un rôle important dans les sports japonais. Le hapkidoin préfèrera saisir les membres, la tête ou le cou pour mener à bien sa projection.
Aujourd’hui encore, la Corée brille pour la qualité de son Judo, et cette influence sur le hapkido coréen se fait encore sentir dans certains styles comme le gongkwon yusul (공권유술).

### Les armes
Au fur et à mesure que l’élève progresse et passe de nouvelles ceintures (qui sont globalement les mêmes que dans les autres arts martiaux coréens, comme le taekwondo), il ou elle apprend à manier certaines armes et à s’en défendre. Cet apprentissage commence le plus souvent avec le couteau (hangul : 칼 ; RR : kal), mais le jung bong (bâton de police ou matraque) est aussi une des premières armes utilisées pour enseigner à la fois le contrôle et les bases du maniement des armes en hapkido. Le maniement et la défense contre bâton court de 35 centimètre (hangul : 단봉 ; hanja : 短棒 ; RR : danbong), cane ou béquille (ji-pang-ee ; 지팡이), et corde sont ensuite incorporés à l’entraînement. Beaucoup de mouvances du hapkido incluent parfois à cette liste d’autres armes comme le sabre (gum ; 검),  le bâton long (hangul : 장봉 ; hanja : 長棒 ; RR : jangbong), le bâton moyen, les nunchaku (hangul : 쌍절곤 ; hanja : 雙節棍 ; RR : ssangjeolgon), les éventails de combat, ou n’importe quel type d’armes blanches, comme les sabres jumeaux à lame courte. Certaines écoles enseignent même la défense contre armes à feu. Le maniement des armes tel que l’enseigne le hapkido, est souvent incorporé au programme d’entrainement des militaires et des forces de l’ordre.

## Maitre CHOI Yong-sul (1904 – 1986)

### Enfance (1904 - 1913)
Né dans le village de Yeongdong (영동, province du Chungcheongbuk-do, non loin de la ville de Taegu) en Corée du Sud, Choi Yong-sul (최 용술, 崔龍述, 1904-1986) est orphelin à l'âge de deux ans, et élevé par sa tante. Il est ensuite enlevé par  un certain Morimoto, marchand de bonbons sans enfants qui voulait probablement en faire son serviteur, en 1912. Cette pratique était courante pendant l'occupation de la Corée. Cependant, à cause de son tempérament très fort, Choi Yong-sul parvint rapidement à fausser compagnie à Morimoto dans la ville de Moji, au Japon,. Après cela, Choi voyagea jusqu'à Osaka, où il commença à mendier. Rapidement arrêté pour vagabondage par la police qui ne trouva pas de parents à qui le ramener, Choi fut alors envoyé dans un temple bouddhiste qui recueillait les orphelins à Kyoto, sous la direction du moine Wantanabe Kintaro.
Choi passa deux années à étudier au temple, pendant lesquelles il éprouva de grandes difficultés à l'école et avec les autres enfants, à cause de son japonais approximatif et de ses origines coréennes. Son tempérament hargneux et ses difficultés à s'intégrer firent de lui un enfant bagarreur. Interrogé sur la façon dont il s'était orienté vers les arts martiaux, Choi raconta qu'un jour le moine Wantanabe l'interrogea sur ce qu'il voulait faire de sa vie, à quoi Choi répondit : « apprendre à me battre » en désignant les fresques murales du temple, qui représentaient des scènes de combat et qui l'avaient toujours fasciné.

### Daitoryu Aikijujutsu (1913 - 1943)
En 1913, Wantanabe présenta Choi à Takeda Sōkaku, descendant d'une longue lignée de Samouraïs et 32e patriarche d'une forme de jujutsu connue sous le nom de Daitōryū aikijūjutsu (大東流合気柔術). Le Daitōryū Aikijūjutsu est un système de combat à mains nues basé sur les techniques de sabre et le jujutsu des samouraïs, notamment étudié par Morihei Ueshiba, fondateur de l'aïkido, sous la direction de Takeda.
Il existe une controverse quant à l'enseignement reçu par Choi Yong-sul chez la famille Takeda, mais toutes les versions s'accordent sur le fait que Choi Yong-sul a passé plus de 30 ans dans l'entourage plus ou moins proche de Takeda Sokaku, et qu'il y a appris (formellement ou non) les techniques du Daitoryu Aikijujutsu, jusqu’à la mort du maître japonais en 1943.
Durant sa vie au Japon, Choi Yong-sul se maria et en 1942 il eut un fils qu'il appela Choi Bok-yeul.
À la fin de la Seconde Guerre mondiale, la Corée étant libérée de la domination japonaise, Choi Yond-sul regagne son pays d'origine. Il arriva à Busan, puis continua jusqu’à Yeongdong, son village natal. Comme personne ne l’y attendait plus, il repartit vers Daegu et s'y installa.

### Hapki Yukwonsul (1948 - 1956)
En février 1948, il rencontra Su Bok-sup (서 복섭), alors âgé de 24 ans, qui deviendrait son premier étudiant. Celui-ci était le fils du directeur d’une fabrique de Makju (une sorte d’alcool). Choi était vendeur ambulant de gâteaux de riz dans la rue pour subvenir aux besoins de sa famille et il venait à la fabrique pour récupérer des grains résidus de la fermentation pour nourrir son cochon. Un jour, une bagarre impliquant Choi éclata et Su descendit pour la stopper. C’est alors qu’il remarqua les techniques utilisées par celui-ci : elles lui étaient inconnues, bien qu’il fût à l’époque 1er Dan de Yudo (adaptation coréenne du Judo, héritée de la domination japonaise). Il le fit venir dans son bureau afin que celui-ci lui démontre ses techniques. Choi lui demanda alors de lui faire une prise de Yudo, mais lorsque Su s'exécuta, Choi contra aisément sa technique. Choi appelait alors sa technique Yawara (야와라 ; 柔術, en coréen Yu Sul 유술) et Su prit sa première leçon dès le jour suivant. Quelques années après, Choi devint le Garde du Corps du père de Su. Su Bok-sup est reconnu comme le tout premier ceinture noire de l'art connu aujourd'hui sous le nom de hapkido, sous la direction de Choi Yong-sul.
Au fur et à mesure de son développement, le Yu Sul devint Yu Kwon Sool (유권술 ; 柔拳術), afin de se différentier du Yu Do, puis Hap Ki Yu Kwon Sool (합기 유권술 ; 合氣柔拳術), en référence à l'aïkijujutsu d'origine (le terme japonais aïki se traduisant hapki en coréen).
Le 12 février 1951, Choi et Su ouvrirent le Daehan Hapki-Yukwonsul Dojang (대한 합기 유권술 도장). Choi choisit le nom de Yukwonsul pour son art parce qu’il pensait que le terme Yusul pouvait se confondre aisément avec le jûdô (en Coréen : yudo). Cette même année, ils firent leur première démonstration publique de hapki-yukwonsul à l’université de Daegu. Parmi les élèves les plus importants du Dojang à cette époque figuraient Kim Moo-hong (김무홍) et Moon Jong-won (문종원).
Choi donnait également des cours privés chez lui, au cours desquels il forma notamment un certain Ji Han-jae dès 1949 (bien qu'il fût très jeune à l'époque, il obtint bientôt le quatorzième diplôme de premier dan, et ouvrit sa propre école en 1956), ainsi que Seo In-Sun (élève de Moon Jong-Won), Han Bong-Soo (élève de Ji Han-Jae) et les frères Lee Joo-Bang (hangul : 이주방, fondateur du Hwa Rang Do) et Joo-Sang (élèves de Kim Moo-Hong). Ce noyau dur d'élèves de « première génération » est connu pour s'être beaucoup entraînés ensemble pendant une certaine période qui a suivi, tantôt au Dojang de Kim Moo-hong, tantôt à celui de Ji Han-jae. Le frère de Seo In-sun, Suh In-hyuk (hangul : 서인혁, fondateur du Kuk Sool Won), est également supposé avoir pris part à ces séances d'entraînement.

### Hapkido (1958 - 1973)
Autour de 1958, Choi et Su ouvrirent chacun leur propre dojang à Daegu. Choi appela son école Soo Duk Kwan , et Su nomma la sienne Joong Ang Kwan, et fit de Kim Moo-hong son assistant (il lui décerna un quatrième dan). C'est dans cette école que s'entraîna Kim Yong-Man (fondateur du Moo Moo Kwan Hapkido). C’est aussi en 1958 que  le style prit provisoirement le nom de Hapkido.
En 1961, avec le soutien de Ji Han-jae, Kim Moo-hong ouvrit également sa propre école, le Sin Moo Kwan. En parallèle, Seo In-sun, alors troisième dan de Hapkido, fonda le Kuk Sool Kwan.
En 1965, le très prometteur Lim Hyun-Su commença à étudier le Hapkido au Dojang de Maître Choi Yong-sul, qu'il fréquenterait continuellement jusqu'à sa fermeture.
En 1963, Choi devint le premier Président d'honneur de l'Association Coréenne de Kido (Daehan Ki Do Hwe; Hangul: 대한 기도회), et nomma l'un de ses élèves, Kim Jung-yun (hangul : 김정윤), Secrétaire Général de l'association. Le nom kido (気道) avait temporairement été choisi à la place de hapkido (合気道) à cause de la confusion avec l'aïkido de Morihei Ueshiba, qui s'écrivait avec les mêmes caractères 合 (aï/hap), 気 (ki) et 道 (do). En 1968, les élèves les plus hauts gradés de Choi Yong Sul étaient Ji Han-jae, Lee Joo-bang et Kim Moo-hong, tous trois huitième dan.
Cependant, des dissensions politiques éloignèrent les différents leaders du Hapkido, qui se désolidarisèrent de l'association les uns après les autres. En 1965, Ji Han-Jae quitta l'association et créa l'Association de Hapkido de Corée à la demande du Président de la Corée du Sud Park Chung-Hee, revenant au nom Hapkido sous la pression de ses élèves. En 1968, Lee Joo-Bang fonda son propre art martial, le Hwa Rang Do. En 1971, Kim Moo-Hong, après avoir enseigné aux États-Unis pendant un an à la demande du Kido, fonda l'Association Coréenne de Hapkido (Hangook Hapkido Hwe). En 1972, Kim Jung-Yun fonda le Han Pul, mais il resta malgré tout très proche de Choi.
Enfin, en 1973, Ji Han-jae, Kim Moo-hong et Myung Jae-nam (élève de Ji Han-Jae depuis 1958, il fondera le hankido et le hankumdo dans les années 1980) fusionnèrent leurs associations respectives pour former l'Association de hapkido de la République de Corée, dont Ji Han-jae fut le premier Président, et Oh Se-lim le deuxième.

### L'héritage du Maître (1973 - 1987)
Parmi les élèves restés proches de lui, Choi Yong-sul s'attacha à former de façon complète des successeurs fidèles à ses techniques (il n'approuvait pas l'ajout des coups de pied, des armes et de la méditation à son art), avec l'espoir de les voir unifier les différentes organisations de Hapkido. Au cours de cette période, les élèves les plus importants de Choi Yong-Sul furent Choi Bok-yeul (son fils qu'il entraînait depuis son plus jeune âge), Chang Chin-il (son successeur direct au titre de Doju), Lim Hyun-Su (fondateur du Jung Ki Kwan), Lee Yong-Su (décédé) et Kim Yun-Sang (fondateur du Hapkiyusul), qui se joignit à lui en 1973. En 1976, Choi ferma son Dojang et rejoignit son élève Lim Hyun-Su pour enseigner au Jung Ki Kwan. En 1980, il donna son nom à l'école créée par Kim Yun-Sang et Lee Yong-su, qui devint ainsi la Yong Sul Kwan. C'est également cette année-là que Doju Choi décerna le tout premier neuvième dan de son style, à son meilleur élève Chang Chin-Il. Bientôt suivirent Lim Hyun-Su, Lee Yong-Su, et enfin Kim Yun-Sang en 1984.
En 1982, Choi Yong-Sul se rendit aux États-Unis dans une ultime tentative pour amorcer l'unification les différentes factions du Hapkido. Dans ce dessein, il transmit en 1985 son titre de Doju à son élève Chang Chin-il. Malheureusement, Chang n'avait pas l'ambition d'accomplir une telle unification sous sa propre autorité, et se contenta de transmettre les techniques de Choi dans son école, située à New York.
Choi Yong-sul mourut le 27 octobre 1986 et fut enterré à Taegu, laissant un art martial diffusé, modifié et divisé par différents Maitres.
À peine un an après le décès de son père, c'est Choi Bok-yeul qui trouva tragiquement la mort, en 1987.
Afin de réaliser le souhait de doju Choi de voir son art transmis à travers les générations dans toute sa pureté, Kim Yun-sang fonda en 1987 le hapkiyusul, art martial différentié du Hapkido par sa grande unité et sa fidélité totale aux enseignements de Choi Yong-Sul. Il garde encore à l'heure actuelle des liens étroits avec la famille Choi (il se considère d'ailleurs comme troisième doju de son propre art martial, après Choi Yong-Sul et Choi Bok-Yeul). Il fait partie, avec Chang Chin-il et Lim Hyun-su, des trois anciens neuvièmes dan à enseigner encore aujourd'hui le hapkido tel que doju Choi le leur a appris, sans aucun ajout ni modification,.

## Maître Ji Han-jae (né en 1936)

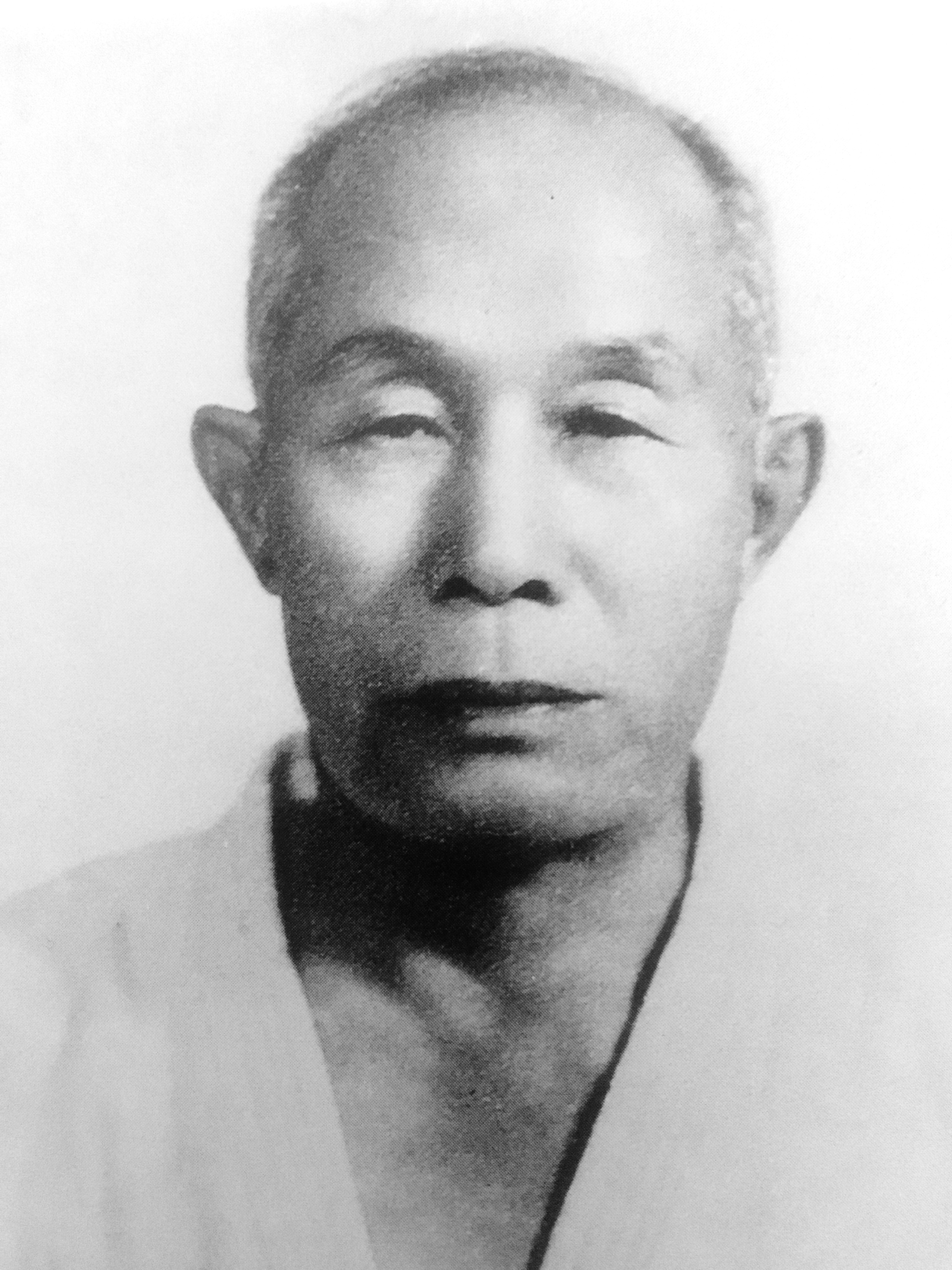
Photo de Choi Yong Sul, âgé d'environ 50 ans.

Ji Han-jae est né à Andong en Corée du Sud en 1936.

### Apprentissage (1949-1957)
Ji Han-jae commença son véritable entraînement aux arts martiaux avec le Yu Sul en 1949 avec Choi Yong Sul à l’âge de 13 ans. Il était un des premiers élèves de Choi, il poursuivait également des études générales au lycée à Taegu. Il obtint rapidement la ceinture noire bien qu’il fût considéré comme un étudiant junior à cause de son jeune âge. Les techniques qu’il apprit à cette époque étaient principalement des blocages articulaires, des projections, et des coups de pied bas.
Ji s’entraîna à plein temps avec Choi jusqu’en 1957, date à laquelle il quitta sa ville natale, Andong, pour aller s’installer dans la capitale, Séoul.
Quand Ji eut 18 ans, il commença son entraînement auprès de maître Lee Do-Sah. L’entraînement de Ji sous sa responsabilité comprenait de longues heures de méditation, le maniement du Jang-Bong (bâton long mesurant environ 1,80 m) et du Dan-Bong (bâton court de la taille d'un avant-bras), et les coups de pied du taekkyon (ou Tek Gi Yun) coréen. La plupart des exercices que Ji apprit et pratiqua à cette époque sont similaires aux exercices plyométriques pratiqués dans les sports d’aujourd’hui.
En plus des aspects martiaux de l’entraînement, Lee accompagna aussi Ji dans les débuts de son voyage mental et spirituel. Il l’exerça à de nombreuses pratiques méditatives et respiratoires. La plupart de ces exercices était des exercices de développement du Ki (Qi en chinois) très similaires aux pratiques d’Alchimie interne Taoïste (appelées « Sundo »). Ji travailla des mois avec Lee, puis, celui-ci le quitta en lui donnant des exercices lui permettant de pratiquer malgré leur séparation. La plupart de ces exercices étaient soit des pratiques physiques, soit des pratiques méditatives, pour lesquelles Ji pratiqua des heures d’entraînement personnel en solitaire. Plus tard, il continuerait son entraînement spirituel auprès du Maitre de Lee, d'une nonne anonyme qu'il appelait Grand-Mère.
En 1956, Ji Han-jae obtint son troisième dan de Yu Kwon Sul, ouvrit son propre dojang à Andong, sa ville natale, et le nomma An Moo Kwan. Il y enseigna notamment à Yu Yong-Wu (son assistant), Kwon Tae-man et Oh Se-lim.

### Expansion du hapkido (1957-1979)
Ji déménagea à Séoul en septembre 1957, laissant son école à Yu Yong Wu. Là-bas, il ouvrit une autre école qu’il nomma Sung Moo Kwan, et où il enseigna le Hapki Yu Kwon Sool. Continuant à modifier ce qu’il enseignait pour combiner ce qu’il avait appris de ses deux maîtres, Ji a finalement développé un style unique et l’a appelé Hapkido. De la Sung Moo Kwan sont issus de nombreux Grands Maitres de hapkido comme Kim Duk-in (Duk Moo-kwan), Kim Jin Pal (maitre de Jackie Chan, Sammo Hung, Angela Mao et Carter Wong), Myung Jae Nam (hankido), Kim Myung Yong (Jin Jung Kwan), et Hwang In Shik (connu pour ses films d'arts martiaux).
Avec cette combinaison unique de techniques et philosophies, Ji passa la plus grande partie des années 1960 et 1961 à affiner le programme d’étude qu’il voulait continuer à enseigner. En 1961, lui et Kim Moo Hong (en) passèrent près de 8 mois à finaliser le programme des coups de pied. Ji adapta cela à l’entraînement mental et spirituel qu’il avait appris de Lee.
En mai 1961, le Général Park Chung-hee devint Président de Corée après un coup d’État militaire. Ji déménagea à Kwan Chul Dong et enseigna en parallèle à son dojang et à l’Académie militaire de Corée. Peu après il fut engagé pour enseigner aux forces de sécurité présidentielles assignées à la protection rapprochée de la résidence du Président Park, la Maison Bleue.
Ji devint influent grâce à sa fonction au gouvernement et fut ainsi capable d’étendre son organisation et la diffusion du hapkido. Tout en travaillant à la Maison Bleue, Ji mena plusieurs tentatives pour unifier les organisations de hapkido qui avaient surgi en Corée du Sud, et finit par réussir en s'associant à Choi Yong-sul et d'autres Maîtres pour créer l'Association coréenne de kido.
Cependant, une grande partie des meilleurs élèves de Ji appartenant à l’école Sung Moo Kwan ne voulurent pas adopter le nouveau nom de kido, et en 1965, Ji Han Jae quitta l’Association coréenne de kido et créa l’Association coréenne de hapkido avec l’aide de ses élèves et grâce au président Park. Ses élèves continuèrent à appeler leur art martial hapkido, et continuèrent à l’enseigner comme ils l’avaient appris. À cette époque, Ji était devenu une personne puissante au gouvernement grâce à son statut d’instructeur. En 1973, en fusionnant à son association de hapkido celles de Kim Moo-hong et de Myung Jae Nam (en), ils formèrent la République des associations coréennes de hapkido. Choi Dae-hoon en fut élu président et Ji, vice-président senior.

### Carrière au cinéma (1969 - 1973)
En 1969, Ji alla pour la première fois aux États-Unis au cours d’un échange avec les forces de sécurité du président Nixon. Il enseigna le Hapkido aux services secrets américains et forces spéciales telles que l’OSI, le FBI et la CIA. Alors qu’il visitait la base Air Force Andrews, son ami le grand maitre de taekwondo Jhoon Goo Rhee (en) lui présenta Bruce Lee. Celui-ci fut impressionné par les techniques de Ji et lui demanda de venir les lui enseigner à Hong-Kong.
Ji voyagea à travers l’Asie à cette époque tandis qu’il passait le plus clair de son temps à Hong-Kong, à la disposition de Bruce Lee, pour travailler dans l’industrie du cinéma. Il fut engagé par Golden Harvest pour aider les chorégraphes des films d’arts martiaux et jouer un rôle dans certains desdits films. Il passa une partie de son temps à travailler à Hong-Kong, mais se chargea aussi d’entraînements et de films en Corée de 1972 à 1975. À cette époque, Ji enseigna à des vedettes de cinéma et à des maîtres d’arts martiaux tels que Kim Jin Pal (qui enseigna plus tard le Hapkido à Jackie Chan), Hwang In-Shik (en), Angela Mao, Sammo Hung, ainsi que Bruce Lee et bien d’autres. Certaines de ces stars vinrent réellement s’entrainer au dojang principal de l’Association coréenne de hapkido en 1972.
À travers une courte carrière dans le cinéma, Ji apparut dans au moins quatre films : « hapkido » (sorti en France sous le nom de « Dynamique Dragon contre boxeurs chinois »), « Fist of Unicorn (en) », « Le Maître de Taekwondo », et le plus connu, « Le Jeu de la Mort » de Bruce Lee, dans lequel il joua probablement son meilleur et plus célèbre rôle. Lee s’entraîna comme élève de Ji pendant une courte période qu’il passa à Hong-Kong, travaillant pour Golden Harvest. Ji travailla des heures avec Lee et d’autres acteurs, et durant cette période, il aida Lee à soigner la blessure au dos dont il souffrait depuis quelque temps.

### Crise politique en Corée (1979 - 1983)
Le 26 octobre 1979, Kim Jae Kyu (en), le directeur de la CIA coréenne, assassina le Président Park Chung-hee à la Maison Bleue. Kim et les autres conspirateurs tuèrent aussi le garde du corps en chef du président, son chauffeur et deux autres membres de la sécurité. À quatre heures du matin, quand la mort du président fut confirmée, la loi martiale fut imposée dans tout le pays, partout des troupes furent déployées.
Les affrontements au sein du gouvernement et de l’armée, qui à cette époque contrôlait presque tout le pays, forcèrent beaucoup d’élus proches de Park à démissionner à la suite de l’assassinat. Au milieu de tout ce chaos, Ji quitta ses fonctions. Plusieurs de ces démissionnaires furent arrêtés et certains exécutés alors que croissaient les troubles politiques. À cause de son ancienne position au sein du pouvoir, Ji devint une cible durant le désordre qui s’ensuivit.
Avec les turbulences suivant l’assassinat de Park, Ji se retrouva coincé au milieu d’une lutte politique pour le pouvoir. À cause de ses implications politiques, avec le changement de l’année 1980, Ji et son organisation furent accusés de fraude fiscale et Ji fut condamné à une peine d’un an de prison. À sa sortie, Ji avait terminé l'entraînement spirituel solitaire que Grand-Ma (une vieille dame qui avait instruit Lee Do-Sah avant lui) lui avait donné, et il se servit de ce qu'il avait appris pour mettre en place le Sin Moo Hapkido, qu'il partit enseigner aux États-Unis en 1984.

### Controverse
Il existe une inextricable controverse quant aux origines du nom hapkido : si certains attribuent sa création à Ji Han-jae, d'autres considèrent que c'est son maître, Choi Yong Sul, qui fonda cet art martial. Une explication plausible pourrait être la suivante : à l'époque où il fonda son art (indubitablement différent de celui enseigné par Choi Yong Sul, puisqu'il y ajouta les techniques que lui avait enseigné Lee Do-Sah), Ji Han-Jae n'avait que 22 ans, et était toujours l'élève de Choi Yong Sul. Par respect pour son maître, Ji Han-Jae aurait proposé le nom « Hapkido » à Choi Yong Sul avant de l'adopter pour son propre art, et celui-ci aurait décidé d'enseigner lui aussi sous le nom de Hapkido. Toutefois, ceci n'est qu'une théorie parmi tant d'autres, et il convient soit de s'en tenir à distinguer le Hapkido dit « moderne » de Ji Han-Jae (où figurent les techniques de bâton long et court du Samrangdo et les coups de pied du Taekkyon), et le Hapkido dit « traditionnel » de Choi Yong Sul (qui s'inscrit dans la continuité du Yu Kwon Sul), soit d'accepter que le Hapkido ait eu non pas un mais deux pères fondateurs.
Signification du terme hapkido
HAP (合 / 합) : Harmonie, concordance
KI (氣 / 기) : Souffle qui connecte le corps et l'esprit
DO (道 / 도) : La voie, le chemin initiatique
Ainsi, le hapkido peut être défini comme la voie de l'harmonie entre le corps et l'esprit. Il s'agit à la fois d'une discipline personnelle répondant au dicton « un esprit sain dans un corps sain » et basée sur les préceptes de la médecine chinoise et orientale traditionnelle, et d'un idéal de connexion avec l'opposant afin de déceler et déjouer ses intentions en retournant sa force contre lui.

## D'autres grands noms du hapkido

### Su Bok-Sup
Le tout premier élève de Choi et la première personne à avoir ouvert un Dojang sous son autorité est connu sous le nom de Seo Bok-seob (서복섭, parfois écrit Su Bok-sup),.
En 1948, âgé de 24 ans, Su Bok-Sup était déjà ceinture noire de judo et diplômé de l'université de Corée. Après avoir observé Choi se défendant contre de multiples adversaires au cours d'une bagarre dans la brasserie de son père, Su invita Choi à lui enseigner son art ainsi qu'à quelques employés de la distillerie, où il avait fait installer un Dojang.
En 1951, Su fonda avec Choi le premier véritable dojang, appelé « Daehan Hapki Yukwonsool Dojang (대한합기유권술도장) ». Su est également connu pour avoir incorporé les techniques de projections et de combat au sol du judo aux enseignements de Maitre Choi. C'est également lui qui a conçu le tout premier symbole du hapki yukwonsul, constitué de deux pointes de flèches face à face, que l'on retrouve encore aujourd'hui dans le logo de la World Kido de Seo In-Sun Federation et celui de la World Hapkido Federation de Myung Kwang-sik. Choi Yong-sul a aussi été le garde du corps personnel du père de Su, qui était également homme politique. Dans une interview, Su a affirmé que lui et Choi avaient décidé de raccourcir le terme hapki yukwonsul en hapkido en 1959.

### Chang Chin-Il
Élève direct de Choi, Chin Il-chang (장진일) a hérité du titre de Doju (gardien de la voie) pour le hapkido de Choi Yong-sul le 15 janvier 1985, devenant ainsi le deuxième Grand Maitre de la lignée directe.
Le 5 avril 1985 Choi a personnellement décerné à Chang le seul et unique certificat de Dixième Dan de l'Histoire de son enseignement,. Chang avait également eu le privilège de se voir décerner le premier certificat de Maître Neuvième Dan des mains de Choi en 1980.
Une importante cérémonie suivit cette promotion, le 11 avril 1985. L'événement historique a été couvert par les médias Korea Sports News et MBC Korean Television. Choi Yong-Sul, Chang et le fils de Choi, feu Choi Bok-yeol, étaient présents,. Avant de mourir, Choi a légué à Chang l'intégralité des documents écrits et enregistrés sur son système, lui demandant de continuer à étoffer ces documents et à développer le Hapkido. Depuis 1977, Choi projetait de faire de Chang, à qui il dispensait de nombreuses leçons privées, son successeur direct.
Doju Chang continue d'enseigner à New York à un petit groupe d'élèves dévoués à la préservation de l'héritage du Hapkido.. Contrairement à ce que certains de ses détracteurs prétendent, Chang est donc bien le seul successeur de Doju Choi : d'aucuns soutiennent que Choi avait légué la responsabilité de son art à son fils Choi Bok-Yeol, ce que beaucoup considèrent comme étant non seulement incorrect, mais également trompeur et même insultant envers l'héritage et les vœux de Choi,,. Il convient donc de considérer le Hapkiyusul comme un art martial à part entière, dérivé du Hapkido et fondé par Kim Yun-Sang, ce dernier, pour se réclamer de l'héritage de la famille Choi, considérant Choi Yong-Sul et Choi Bok-Yeol comme les deux premiers Doju du Hapkiyusul (en parallèle au Hapkido).

### Han Bong-soo
Han Bong-soo (한봉수) a débuté le hapkido après avoir assisté à une démonstration donnée par Choi Yong-sul. À partir de ce moment, il se consacra à apprendre le hapkido auprès des Maitres Ji Han-jae et Choi Yong-sul. Si c'est principalement à Ji Han-jae que l'on doit la renommée du hapkido en Corée et à l'échelle mondiale, Han Bong-soo est considéré comme le père du hapkido américain. Étant l'un des premiers élèves de Choi Yong-sul, il a joué un rôle important dans le développement du hapkido tel qu'on le connaît aujourd'hui.
En 1967, Han émigra aux États-Unis, et entama une collaboration avec son ami Choi Sea-oh (également un ancien élève de Ji Han-jae), qui s'était installé en Californie auparavant. Puis, en 1968, Han créa sa propre école à Los Angeles. Ces débuts s'avérèrent laborieux et il dut prendre un emploi à temps plein à l'usine pour subvenir à ses besoins, n'enseignant que le soir dans son école de Hapkido qui luttait tant bien que mal pour subsister dans un désert économique. Plus tard, il déménagea son école dans la zone de Pacific Palisades afin de se rapprocher de Hollywood et de l'industrie du cinéma.
Le 4 juillet 1969, Han Bong-Soo donnait une démonstration dans un parc de Pacific Palisades, Californie, à laquelle assista l'acteur Tom Laughlin. Impressionné, Laughlin contacta Han pour lui demander de participer à la réalisation d'un film appelé Billy Jack. C'est ainsi que Han révolutionna les techniques de chorégraphie des scènes d'arts martiaux de films Hollywoodiens. Avant cela, ces derniers ne contenaient que de simples simulacres d'arts martiaux, avec des scènes de combat jouées par des acteurs peu entraînés. Avec Billy Jack, Han introduisit d'authentiques techniques de Hapkido dans le cinéma occidental. Dans la suite, The Trial of Billy Jack, Han joua un rôle dans lequel il parlait du Hapkido et en démontrait des techniques, mentionnant l'art martial pour la première fois dans l'histoire du cinéma Hollywoodien.
Han a étudié et étoffé le Hapkido pendant plusieurs décennies. À sa mort en 2007, il détenait le grade de Neuvième Dan, le plus haut rang selon lui, puisqu'il considérait Choi Yong-Sul comme le seul et unique Dixième Dan de l'histoire du Hapkido. Afin de promouvoir son art, il a fondé et présidé l'International Hapkido Federation.

### Kim, Moo-hong
Kim Moo-hong (김무홍) a étudié le hapkido auprès de Choi Yong-sul et Seo Bok-seob au Daehan hapki yukwonsul dojang, avant d'enseigner dans le Dojang principal de Seo Bok-seob à Taegu. Ce dernier, qui décerna le grade de quatrième dan à Kim, lui attribue la paternité d'une grande partie des coups de pied encore enseignés aujourd'hui au Hapkido. Apparemment, Kim aurait ajouté aux coups de pied bas enseignés par Choi un panel de coups de pied hauts et acrobatiques, qu'il étudia dans un temple où l'on pratiquait le taekkyon. Plus tard, en 1961, Kim se rendit à l'école Sung Moo Kwan à Séoul afin de définir avec Ji Han-Jae le programme des coups de pied du Hapkido tel qu'on l'enseigne encore aujourd'hui dans de nombreuses écoles.
Toujours en 1961, avec le soutien de son ami Ji Han-jae, Kim fonda sa propre école, le dojang Sin Moo Kwan (신무관), dans le quartier de Jongmyo à Séoul. Les élèves les plus célèbres de Kim Moo-hong furent Lee Joo-bang (이주방, fondateur du Hwa Rang Do) et Suh In-Hyuk (서인혁, fondateur du Kuk Sool Won)
Initialement membre de l'Association Coréenne de Kido, Kim fut envoyé enseigner le Hapkido aux États-Unis en 1969. À son retour en Corée en 1970, Kim s'aligna sur Ji Han-jae pour fonder sa propre organisation et, avec le soutien de ses élèves, il fonda l'Association coréenne de hapkido en 1971. Plus tard, il combina son organisation avec celles de Ji Han-Jae et Myung Jae-nam pour former l'Association de Hapkido de la République de Corée.

### Myung Jae-Nam
Myung Jae-nam (명재남) était un élève de Ji Han-Jae, entraîné à l'école Sung Moo Kwan à Séoul à partir de 1958. Il est connu pour avoir pratiqué à la fois le Hapkido et l'Aikido, ce qui, à l'époque, était très rare en raison des tensions entre la Corée et le Japon. En 1964, il fonda sa propre école à Incheon qu'il nomma Jeong Do Kwan (정도관). En 1965, il échangea des techniques avec un Maître d'Aikido nommé Hirata, et en 1969, il devint le représentant officiel de l'Aikikai pour la Corée (les diplômes de grades qu'il décernait comportaient alors le nom du fondateur de l'Aikido, Morihei Ueshiba, en plus du nom de Choi Yong-Sul). En 1972, il transforma son école en une organisation à part entière, basée à Séoul, qu'il appela l'Association Coréenne Hapki. En octobre 1973, il rejoignit avec son organisation l'Association de Hapkido de la République de Corée, dont il resta membre jusqu'en 1980. 
Dans les années 1980, Myung commença à mettre en place un nouveau système qu'il appela Hankido (한기도), et qui mêlait harmonieusement des techniques de Hapkido et des techniques d'Aikido. Son but était de créer un art martial simple et facile à apprendre pour le peuple coréen. Privilégiant la qualité à la quantité, le Hankido fonde sa pratique sur l'apprentissage de 12 techniques de base qui peuvent ensuite être déclinées à l'infini. Myung a également développé un art du sabre coréen qu'il a appelé Hankumdo (한검도). Au bout d'un certain temps, il changea le nom de son organisation en Fédération Internationale de H.K.D, le sigle H.K.D. pouvant signifier à la fois Hap Ki Do, Han Ki Do et Han Kum Do. Il s'est éteint en 1999, laissant le développement de son art sous la responsabilité de son fils Myung Sung-Kwang.

### Seo In-sun
Seo In-sun a commencé les hapkido dans les années 1950 auprès de Moon Jong-won, l'un des premiers élèves de Choi Yong-sul. Ayant déjà pratiqué les arts martiaux auparavant, il progressa rapidement et obtint le grade de Premier Dan en 1958. En 1961, il ouvrit sa propre école qu'il appela Kuk Sool Won Hapkido, dans laquelle il enseignait sans distinction des techniques du Kuk Sool Won mis en place par son frère Suh In-Hyuk, et des techniques de Hapkido. Après son service militaire au Vietnam, il consacra sa vie à la pratique et à l'enseignement des arts martiaux coréens. Il fut nommé Maître en Chef du Kuk Sool Won en 1969, et en 1983, il devint le premier Hapkidoiste Président de l'Association Coréenne de Kido (les précédents ne jouaient qu'un rôle politique et n'avaient que peu de notions en arts martiaux). Depuis 1999, Seo In-Sun est le président de la World Kido Federation, la deuxième organisation internationale de Hapkido après la Korea Hapkido Federation (anciennement Republic of Korea Hapkido Federation), présidée par Oh Se-Lim.

## Les styles pratiqués en France

### Aigle Hapkido France
Fondé par Mouhcine Ennih (6e dan) en 2002 à Strasbourg (Alsace) en France, premier style franco-français du hapkido qui se veut un hapkido traditionnel, attaché à sa source fondatrice et adapté aux situations de la vie de tous les jours dans le monde d'aujourd'hui. Il est l'élève de Lim Chae-joon (8e dan) et de Mustapha Lamdarsi (expert en plusieurs styles d'arts martiaux au Maroc).

### Sin Moo Hapkido
Fondé en 1983 par Ji Han-jae, le Sin Moo Hapkido constitue l'évolution ultime de sa vision du hapkido. Ce style comporte toutes les techniques traditionnelles de l'art martial originel, auxquelles il adjoint une pratique poussée de la méditation, ainsi que des enseignements théoriques profonds sur la médecine et la philosophie orientales. Il est représenté en France par Nicolas Tacchi (9e dan, Directeur du Jeong Hak Kwan)

### Hapkimudo
Fondé par Lee Eun-Jong (9e dan, de la branche de Ji Han-jae), le hapkimudo est un style de hapkido mettant en valeur l'application des techniques en combat, conformément au sens du caractère Mu (guerrier). Les techniques y sont rapides, directes et efficaces. Une importance est accordée à l'esprit au travers de la devise Mudo Jongshin (l'esprit juste des arts martiaux). Il est aujourd'hui dirigé par Lee Kang-Jong (8e dan, 1er élève de Lee Eun-jong).

### Jin Jung Kwan Hapkido
Fondé par Kim Myung-yong (élève de Ji Han-jae à l'école Sung Moo Kwan) et enseigné en Europe par son ancien élève Lee Chang-soo, le hapkido de l'école Jin Jung Kwan se caractérise par le fait qu'on y enseigne les authentiques techniques de l'ancienne école Sung Moo Kwan, simplement en cherchant à en maximiser l'efficacité. Ce style est très impressionnant du fait de la rapidité d'exécution des techniques. Il est représenté en France par Raphaël Couet (8ème dan).

### Hankido
Fondé par Myung Jae-nam, le hankido est une combinaison du hapkido et de l'aïkido. Basé sur 12 techniques fondamentales où les mouvements mais aussi la respiration et la synergie entre les partenaires sont mis en exergue, cet art développe ensuite une multitude de techniques combinant l'harmonie des mouvements de l'Aikido et la rectitude des techniques du hapkido. Il est représenté en France par Edmond Dominé (7e dan).

### Duk Moo Kwan Hapkido
Fondé par Kim Duk-in (l'assistant instructeur de Ji Han-jae à l'école Sung Moo Kwan) et enseigné en Europe par son fils Kim Beom, le Hapkido de l'école Duk Moo Kwan enseigne les anciennes techniques de l'école Sung Moo Kwan, avec une pratique plus poussée du bâton long et du sabre, qui prennent au niveau ceinture noire une importance prépondérante. Il est représenté en France par Nicolas Marocco (4e dan).

### Kum Moo Kwan Hapkido
L’école Kum Moo Kwan (검무관) a été fondée en 1968 par le grand Maître Yoon Ki Tcheol (윤기철). Le grand Maître JUNG Dal Soon (정달순) lui a succédé à la tête de l’école de puis 1992.
En 2012, il a été nommé principal représentant du Hapkido au sein de la Fédération Coréenne du Sport pour Tous. Il est par la suite nommé président de la Korea Hapkido Central Association, qui deviendra la Korea Hapkido General Association (KHGA) en 2018, et sera réélu à la présidence de cette fédération en décembre 2020.
Il est assisté par Maître Han Wan Hee (한완희), 9ème Dan de la Korea Hapkido General Association. Maître Han Wan Hee est un des maîtres plus jeunes et des plus respectés de l’école Kum Moo Kwan. Il est responsable du développement du Hapkido Kum Moo Kwan en France. Maître Thierry LURON (6ème Dan au sein de la Fédération Française de Taekwondo et Disciplines Associées et 5ème Dan au sein de la Korea Hapkido General Association) étudie auprès du grand Maître Jung Dal Soon et de Maître Han Wan Hee.
L’école Kum Moo Kwan fait partie de la KHGA, fédération coréenne de Hapkido en Corée du Sud, adhérent du Comité Sportif et Olympique Coréen et sport de démonstration lors du Festival National des Sports. L'école Kum Moo Kwan a des dojangs partout dans le monde, la plupart en Corée. En dehors de l’Asie, Kum Moo Kwan est présent en Amérique (Canada, Etats-Unis), en Océanie (Australie, Nouvelle-Zélande) et en Europe (Allemagne, France).
Avec le nom de Kum Moo Kwan, beaucoup de personnes imaginent que l’école a un enseignement spécifiquement consacré à l’art de l’épée (Kum signifie « épée »). En réalité, ce nom a été choisi pour illustrer le Hapkido développé au sein de l’école, qui comme le maniement de l’épée, s’associe à une dynamique de mouvements alliant précision, vivacité et harmonie, nécessaires à sa maitrise.
Les techniques traditionnelles de l'école comportent des mouvements circulaires vifs et brefs et des mouvements directs rectilignes, comme le sont les techniques d’épée. Toutefois, l'école promeut aujourd'hui le Hapkido traditionnel, hérité du fondateur CHOE Yong Sool (최용술), basé sur le travail du déséquilibre de l'adversaire.
Le nom Kum Moo Kwan reflète aussi l’esprit de son enseignement qui se rapporte à une pratique délicate et passionnée d’un art martial raffiné.
Le Hapkido doit se pratiquer avec un esprit pur dans le respect de son prochain. Dans l’école, après les techniques à mains nues, le maniement des armes (bâtons courts et longs, cannes, éventail, ceinture et sabre) est progressivement enseigné.
Le style de l’école Kum Moo Kwan : Les trois grands principes sont la souplesse du corps, l’harmonie et la circulation de l’énergie avec son partenaire. "L’énergie de l’autre est comme le torrent, il faut rester au milieu et se servir de sa force pour combattre."
L’école Kum Moo Kwan assure également la formation régulière à l’école des officiers de l’Armée et de la police. Elle enseigne dans les sections ‘Arts martiaux self-défense’ de nombreuses universités coréennes. Elle intervient également dans les écoles de gardes du corps.
En France, l'école Kum Moo Kwan compte 8 dojangs, tous installés en Bretagne, pour environ 300 pratiquants.

### Global Hapkido
Fondé par Han Jung-doo (élève de Myung Jae-nam) en  1997 sous le nom de World Hapkido Federation, l'école devient en 2003 la Global Hapkido Federation. Ce style est représenté en France par Pascal Russello (8e dan).

### Jung ki Kwan.
Fondé par Lim Hyun-soo (9e Dan, élève direct pendant 21 ans du fondateur Choi yong-sul), ce style privilégie un rapprochement avec les techniques originelles du fondateur. Le style est représenté en France par Olivier Lehuby (3e dan). 

Les différentes ceintures en hapkido.
Il y a 5 couleurs de ceintures (blanche, jaune, verte, bleue, rouge et noire)dans ce sport et entre chaque couleur il faut passer « une barrette » correspond à la couleur suivante. Pour passer la ceinture noire il faut passer 2 barrettes. Chaque couleur et barrette correspond à un niveau dit « keup». Voici les couleurs et barrettes correspondant à chaque que niveau:    
- Blanc (10e keup)
- Blanc avec une barrette jaune (9e keup)
- Jaune (8e keup)
- Jaune avec une barrette verte (7e keup)
- Vert (6e keup)
- Vert avec une barrette bleu (5e keup)
- Bleu (4e keup)
- Bleu avec une barrette rouge (3e keup)
- Rouge (2e keup
- Rouge avec une barrette noire (1er keup)
- Rouge avec deux barrette noir (1er dan).
- Noir

Apres avoir passé tout ces niveaux, il est possible d’approfondir ces connaissance avec d’autres niveaux de la ceinture noire dites des « dan »  